# اسکیت‌بردینگ

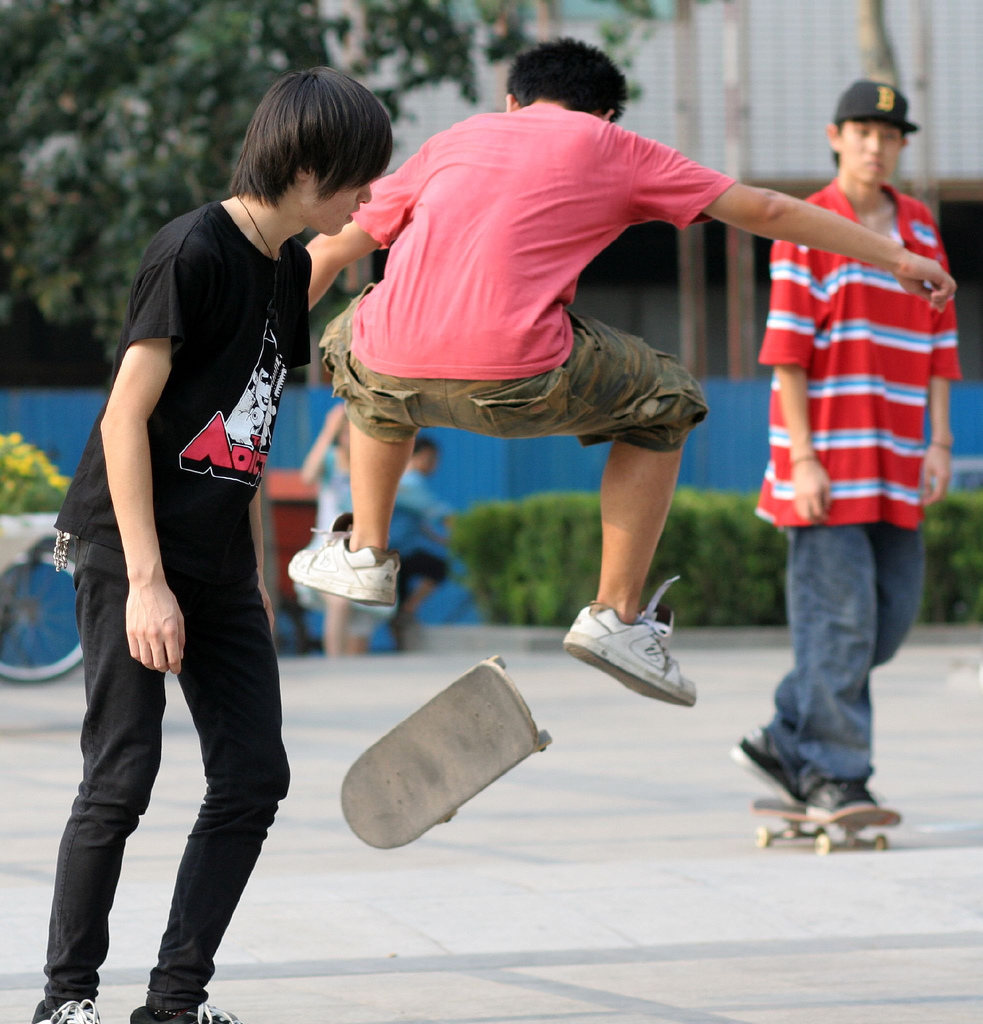
اسکیت بورد سواران در پکن

اسکیت‌بُردینگ یا اسکیت‌بوردینگ (به انگلیسی: Skateboarding) یک ورزش مخاطره‌آمیز است که در برگیرنده سوار شدن، کنترل و انجام حرکات نمایشی با استفاده از یک اسکیت بورد است. اسکیت‌بردینگ می‌تواند به عنوان یک فعالیت تفریحی، یک کار هنری، یک شغل، یا یک روش برای حمل و نقل در نظر گرفته شود. اسکیت‌بردینگ در طی سال‌ها توسط بسیاری از اسکیت‌بازان شکل گرفته و تحت تأثیر قرار گرفته‌است. گزارشی در سال ۲۰۰۹ میلادی نشان داد که بازار اسکیت‌بردینگ به ارزش تقریبی ۴٫۸ میلیارد دلار، در درآمد سالانه و با ۱۱ میلیون و ۸۰ هزار اسکیت باز فعال در جهان است. در سال ۲۰۱۶ میلادی اعلام شد که اسکیت‌بردینگ در بازی‌های المپیک ۲۰۲۰ توکیوی ژاپن حضور خواهد داشت.
از دهه ۷۰ میلادی، اسکیت پارک‌هایی مخصوص برای اسکیت‌بازها، دوچرخه سواران BMX، اسکیت بازان اگرِسیو و اخیراً، اسکوتر بازها ساخته شده‌است.

## تاریخچه
زمان دقیق پدید آمدن اسکیت‌بردینگ در هاله‌ای از ابهام است. به نظر می‌رسد شروع آن از دههٔ ۵۰ میلادی بوده‌است، زمانی که موج سواران کالیفرنیایی ایدهٔ سوار شدن بر تخته‌های موج سواری درر خیابان‌ها به ذهنشان رسید. هیچ‌کس نمی‌داند که اولین بار چه کسی تخته اسکیت را به وجود آورد، در عوض به نظر می‌رسد چند نفر به‌طور همزمان ایدهٔ ساخت چنین وسیله‌ای را داشته‌اند. برخی ادعا می‌کنند که اولین بار آن‌ها اسکیت‌بردینگ را اختراع کرده‌اند، اما در این باره هیچ چیز به اثبات نرسیده و ماجرای پدید آمدن اسکیت‌بردینگ به خودی خود عجیب است.
در طی دهه‌های گذشته اسکیت‌بردینگ دست‌خوش تحولات عظیمی بوده‌است به طوری که در عرض نیم قرن از شکلی ساده و ابتدایی به شکل امروزی خود درآمده است. افراد زیادی در آمریکا باعث وجود تغییرات تختهٔ‌اسکیت و خود اسکیت‌بردینگ و نیز حرکت‌های آن بوده‌اند.

## حرکات

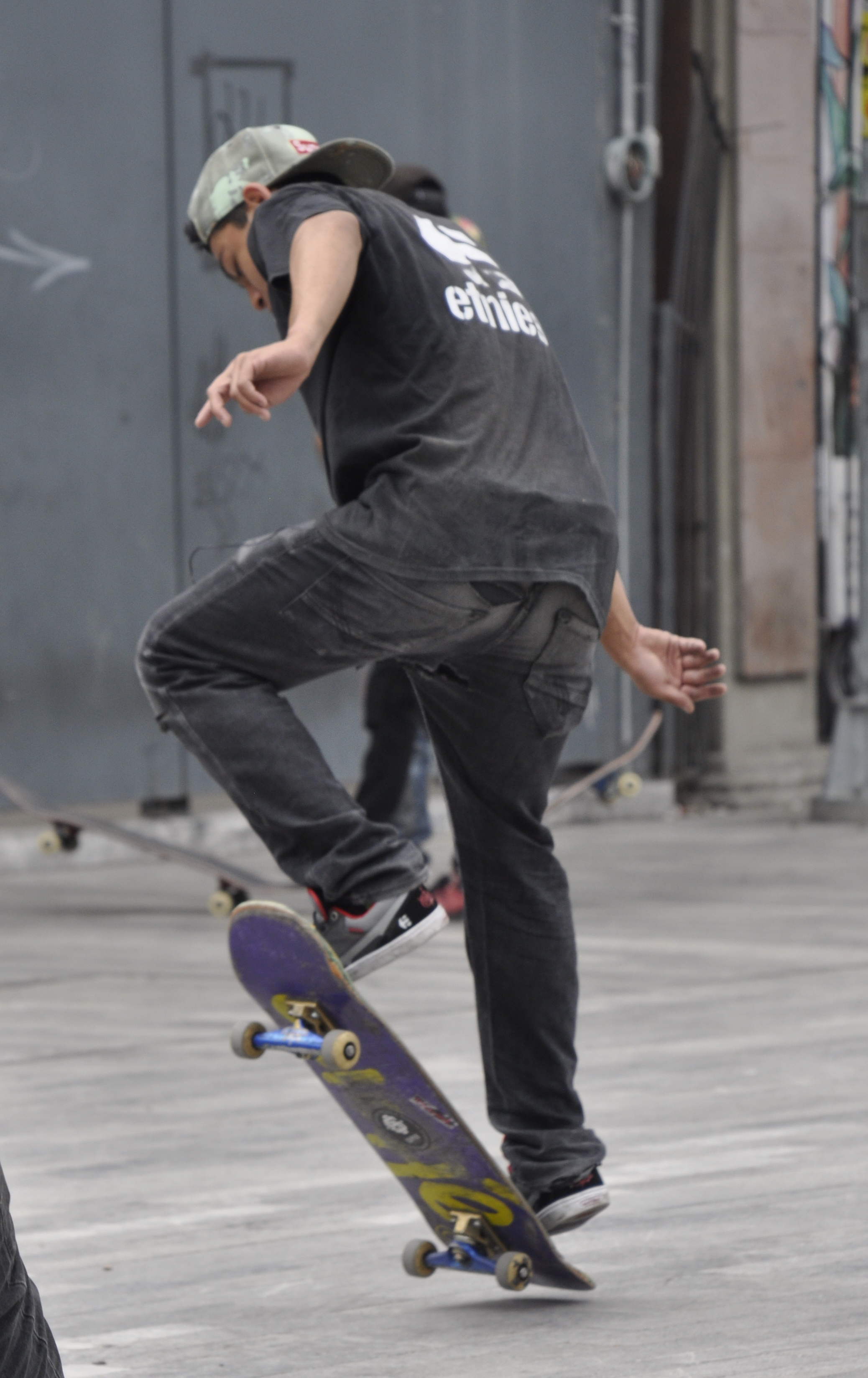
اسکیت بازی در حال اجرای حرکت Ollie

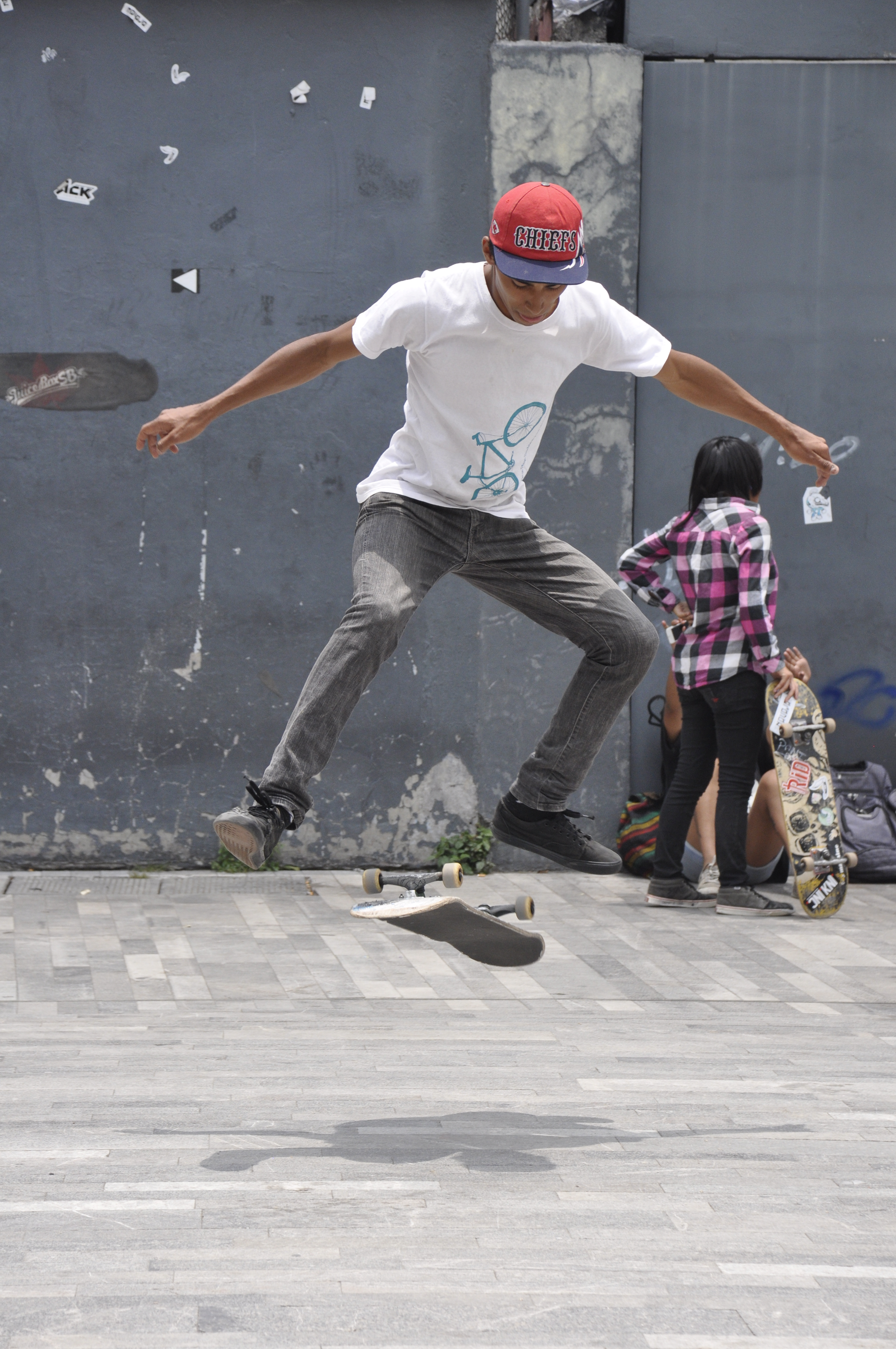
حرکت Kickflip

یک حرکت اسکیت‌بردینگ (به انگلیسی: Skateboarding Trick) شامل یک مانور بر روی تختهٔ‌اسکیت در حین حرکت آن می‌شود. سطح سخت بودن اجرای این حرکات متفاوت است.

### حرکات مبتدی
حرکات مبتدی در اسکیت‌بردینگ شامل: Pushing(پا زدن)، Ollie(پرش)، Ollie 180(پرش ۱۸۰ درجه‌ای به طرف جلو یا عقب)، Pop-shuvit(چرخاندن تخته اسکیت زیرپا به طرف جلو یا عقب)، Kickflip(چرخاندن تخته اسکیت به طرف پایین با پنجهٔ پا)، Heelflip(چرخاندن تخته اسکیت به طرف پایین با پاشنهٔ پا) و Manual(نگه داشتن اسکیت روی چرخ‌های جلو یا عقب) می‌شود.

### حرکات حرفه‌ای
این حرکات می‌تواند ترکیبی از حرکات مبتدی باشد. به‌طور مثال:
Varial Heelflip(ترکیبی از حرکات Heelflip و Frontside Pop-shuvit)

### سایر حرکات
در این بین حرکاتی نیز بر روی لبه‌های سنگی یا فلزی یا میله وجود دارد که شامل: ۵۰–۵۰، Nose Grind، ۵–۰ و … می‌شوند.

## اسکیت‌بردینگ در ایران

### تاریخچه
در مورد شروع اسکیت‌بردینگ در ایران اطلاعات دقیقی وجود ندارد، اما گفته می‌شود این رشتهٔ ورزشی از دهه ۸۰ تا کنون در ایران به صورت حرفه‌ای توسط علاقه‌مندان خود دنبال می‌شود.
اسکیت‌بردینگ در تهران طرفداران بیشتری دارد و به همین سبب اسکیت پارک‌هایی به نام «آب و آتش» واقع در پارک آب و آتش تهران، «مجموعه ورزشی انقلاب» و به تازگی اسکیت پارک «نهج البلاغه» ساخته شده‌است. همچنین در سایر شهرها از جمله تبريز اصفهان، شیراز، مشهد، ساری و کرمان و شهرهایی همچون شاهین شهر و پیرانشهر اسکیت‌بازانی هستند که با توجه به نبود اسکیت پارک استاندارد، در خیابان‌ها و مکان‌های عمومی شهری اسکیت می‌کنند.
هم‌اکنون در ایران بیش از ده هزار نفر اسکیت سوار وجود دارد و این تعداد رو به افزایش است.

### حضور اسکیترهای خارجی در ایران
در سال ۱۳۹۲ گروهی از اسکیت‌بازان حرفه‌ای به نام "Visual Traveling" به ایران سفر کرده و در شهرهای تهران، اصفهان و شیراز اسکیت کردند و چند ماه بعد در بهار سال ۱۳۹۳ ویدئویی با نام "Persian Version" را در وبگاه مجلهٔ معروف"Thrasher Magazine" منتشر کردند.
در پاییز سال ۱۳۹۶ تیم اسکیت‌بردینگ ردبول به شهرهای تهران، اصفهان، یزد و شیراز سفر کرد و وبگاه ردبول ویدئویی با نام Perceptions Of Persia را که در این سفر فیلمبرداری و تهیه شده بود منتشر کرد.

### مستندهای ساخته شده
مستند «ما در ایران اسکیت می‌کنیم»، فیلم کوتاهی در مورد رشد اسکیت‌بردینگ در ایران و در شهر تهران است که در سال ۱۳۹۶ منتشر شد و موفق به کسب جایزهٔ بهترین فیلم کوتاه دربارهٔ اسکیت‌بردینگ در جشنواره سرفینگ و اسیکت‌برد پاریس و همچنین بهترین فیلم مستند کوتاه در جشنواره ایرانی سپنتا در سان‌فرانسیسکو شد.
مستند دیگری نیز با نام «اصفهان،نصف جهان» با همکاری صدا و سیمای ملی ایران و چند شبکه آلمانی در بهار سال ۱۳۹۷ منتشر گردید و از شبکه مستند سیما پخش شد که در بخشی از این مستند به معرفی یکی از اسکیترهای اصفهان و رواج این ورزش در اصفهان پرداخته شده‌است.